# Куликова, Наталья Сергеевна
Ната́лья Серге́евна Кулико́ва (род. 12 мая 1982, Вихоревка, Иркутская область) — российская волейболистка, игрок национальной сборной (2006—2008). Чемпионка мира 2006. Нападающая. Заслуженный мастер спорта России.

## Биография
Начала заниматься волейболом в Усть-Илимске Иркутской области. Первый тренер — С. В. Попцов.
Выступала за команды:
- 1995—1999 —  «Спутник» (Новосибирск);
- 1999—2002 —  «Факел» (Новый Уренгой);
- 2002—2009 —  «Самородок» (Хабаровск);
- 2009—2010 —  «Университет-Технолог» (Белгород);
- 2010 —  «Рабита» (Баку);
- 2010—2011 —  «Бешикташ» (Стамбул);
- 2011—2012 —  «Северсталь» (Череповец);
- 2012—2013 —  «Юность» (Красноярск);
- 2014 —  «Антарес» (Сала-Консилина);
- 2014—2015 —  «Астана»;
- 2015—2016 —  «Маккаби» (Хайфа).

В составе хабаровского «Самородка»:
- бронзовый призёр чемпионата России 2007;
- двукратный серебряный призёр Кубка России (2002 и 2005);
  - бронзовый призёр розыгрыша Кубка России 2003.

В 2016 году в составе израильской команды «Маккаби» (Хайфа) стала чемпионкой Израиля и обладателем Кубка страны.
В составе юниорской сборной России Наталья Куликова становилась двукратным серебряным призёром Всемирных юношеских игр (1998 и 2000).
В 2006—2008 Наталья Куликова выступала за сборную России по волейболу. В её составе:
- чемпионка мира 2006;
- серебряный призёр Гран-при 2006;
- участник Гран-при 2007.

В конце 2006 года Наталье Куликовой было присвоено звание заслуженный мастер спорта России.